# Tito Barbón
Tito Barbón (* 21. Juni 1931 in Buenos Aires, Argentinien; † 26. Oktober 2014) war ein argentinisch-uruguayischer Tänzer.
Der 1964 in Uruguay eingebürgerte Barbón begann seine tänzerische Laufbahn im Ballett des Teatro Argentino in La Plata. 1957 ließ er sich in Montevideo nieder, nachdem ihn das SODRE, dessen Besetzung er in der Folge lange angehörte, als Ersten Tänzer verpflichtet hatte. Dort zeichnete er für zahlreiche Choreographien verantwortlich, die auch international beispielsweise in den USA und Brasilien vorgeführt wurden. Beispielhaft zu nennen sind Medea, El enviado, Opus II und La Peri.
Als Ballettlehrer wirkte der seit den 1950er Jahren mit Margaret Graham (1931–2004) verheiratete Barbón 33 Jahre lang an der Escuela Municipal de Arte Dramático (EMAD). Seit deren Gründung im Jahre 1975 lehrte er überdies an der Escuela Nacional de Danza. Bei internationalen Tanzfestivals und Wettbewerben nahm er als Jury-Mitglied teil. Zudem war er als Ballett-Kritiker für die Tageszeitung El Día sowie die Zeitschrift Sinfónica tätig.
Barbón verstarb am 26. Oktober 2014.